# لورا بشناق
لورا بشناق (1976-) هي مصورة فوتوغرافية فلسطينية ولدت في الكويت، تركز أعمالها على المرأة، ومحو الأمية وإصلاح التعليم في العالم العربي. قامت بتصوير فتيات ونساء يغيرن حياتهن بالتعليم في مصر واليمن والكويت والأردن وتونس، من أجل مشروعها الوثائقي المستمر "أقرأ وأكتب".

## نشأتها وتعليمها
نشأت لورا في الكويت لأبوين من الجيل الثالث من اللاجئين الفلسطينيين. التحقت بالمدارس الحكومية هناك، إلى أن أصبح غير مسموح للأطفال الفلسطينيين الالتحاق بالمدارس العامة، وذلك بسبب دعم منظمة التحرير الفلسطينية للغزو العراقي للكويت عام 1991. ثم انتقلت بعد ذلك إلى مدرسة فجر الصباح، وهي مدرسة كاثوليكية خاصة.
وفي عام 1997، حصلت لورا على درجة البكالوريوس في علم الاجتماع من الجامعة اللبنانية في بيروت.

## عملها
بعد تخرجها من الجامعة، بدأت لورا مسيرتها المهنية في مجال التصوير الفوتوغرافي بتغطية الأخبار لوكالة أسوشيتد برس في لبنان. ثم عملت كمصورة ومحررة للصور في مركز وكالة الأنباء الفرنسية فرانس برس (AFP) بالشرق الأوسط في قبرص، وفي مقرها الرئيسي في باريس. وشملت خبرتها التي امتدت لتسع سنوات تغطية الأخبار الصعبة في صراعات، مثل حرب العراق وحرب لبنان عام 2006. ونُشرت صورها في العديد من الصحف والمجلات العالمية، مثل: نيويورك تايمز، والجاردين، وواشنطن بوست، ولوموند.
وبعد تغطية حرب لبنان لوكالة فرانس برس، شهدت كيف اضطر عدد الأشخاص، بما في ذلك عائلتها وأقاربها المقربين، إلى الفرار من منازلهم والبحث عن ملجأ. وعندما انتهت الحرب، بدأت لورا مشروع "الناجي" الذي يحكي قصة محمد الذي كان يحاول احتضان حياته الجديدة بعد أن فقد ساقيه في حادث قنبلة عنقودية.
تعمل بوشناق منذ عام 2008 كمصورة فوتوغرافية مستقلة، وتكرس المزيد من الوقت لمشاريعها طويلة الأمد، أحدها مشروع واسع ومستمر بعنوان "أقرأ وأكتب". يُظهر المشروع نساء ناجحات ومستقلات من المنطقة العربية غيّرن حياتهن من خلال التعليم، مع التساؤل والكشف عن العوائق التي واجهنها. ويُنظر إلى هؤلاء النساء على أنهن مصدر للإلهام في مجتمعاتهن وخارجها. أرادت لورا من خلال هذا المشروع أن توسع وسائل التعبير الخاصة بها من خلال تطبيق نهج أكثر فنية، بدلاً من تقديم توثيق اجتماعي وسياسي، وقد أشركت النساء من خلال جعلهن يكتبن على الصورة نفسها.
وأخذ المتحف البريطاني عملها تحت اسم "أقرأ وأكتب: مصر - سلسلة الأمية" في عام 2012. وتم عرضه في مؤسسات مثل: متحف آرب باهنهوف رولاندسيك، متحف ومعرض برمنغهام للفنون، متحف مودم، متحف الشارقة للفنون، ومنصة الفن المعاصرفي الكويت. كما منحت صور غيتي لورا منحة خاصة للتصوير التحريري في عام 2014 لمواصلة المشروع.
في عام 2014، أصبحت لورا زميلة متحدثة في TED، وألقت محاضرة فيه في حول مشروعها التعليمي، والتي تم نشرها على الإنترنت على موقع TED الرئيسي. ومؤخرًا، ألقت بوشناق محاضرة أخرى حول التأثير البشري للذخائر الصغيرة العنقودية. ومن الجدير بالذكر أن لورا شاركت في تأسيس مجموعة "راوية"، وهي أول مجموعة صور نسائية في الشرق الأوسط.

## روابط خارجية
- الصفحة الرسمية.
- صور غيتي.